# خوليو غرندونا
خوليو همبرتو غرندونا بالأسبانية (Julio Humberto Grondona)، ولد في (18 سبتمبر 1931)وتوفي (30 يوليو 2014) سبق له أن شغل منصب رئيس الإتحاد الأرجنتيني لكرة القدم في سنة 1979 وأيضاً، شغل منصب نائب رئيس الفيفا.
و عن مشواره كلاعب فإن غرندونا قد خاض تجربة أداء مع نادي ريفر بليت الأرجنتيني ولكنه لم يلعب أبداً مع الفريق. في الخمسينات قد أسس فريق (Arsenal de Sarandí) ويعني (نادي أرسنال لكرة القدم) مع أخيه هيكتور الذي تبعه كرئيس للنادي. وأما عن الرئيس الحالي للنادي فهو ابن خوليو همبرتو واسمه (خوليو ريكاردو غرندونا).
خلال فترة السبعينات، غرندونا قد خدم كرة القدم الأرجنتينية بصفته رئيس لـ (نادي إتليتكو إندبندنتي) (Atlético Independiente)، وبسبب نجاحه في إدار النوادي قد تم اختياره ليكون خلفاً لديفيد براكوتو لإدارة الاتحاد الأ{جنتيني لكرة القدم، مباشرةً بعد فوز الأرجنتين بكأس العالم 1978.
تحت قيادة غرندونا، قد فازت الأرجنتين بكأس العالم سنة 1986 وكانت وصيفة للبطل سنة 1990. ونهائيان أولومبيان (فضيّة سنة 1996 وذهبيّة سنة 2004) وفازوا بستة ألقاب لتحت العشرين عاماً. (1979، 1995، 1997، 2001، 2005، 2007).
وقد سمي ملعب نادي أرسنال الأرجنتيني (استاد خوليو غرندونا) تيمناً به.

## روابط خارجية
- خوليو غرندونا على موقع IMDb (الإنجليزية)